# ایهور پوکیدکو
ایهور پوکیدکو (اوکراینی: Ігор Романович Покидько؛ زادهٔ ۱۵ فوریهٔ ۱۹۶۵) بازیکن فوتبال اهل اتحاد جماهیر شوروی سوسیالیستی است.
از باشگاه‌هایی که در آن بازی کرده‌است می‌توان به اشاره کرد.
وی همچنین در تیم ملی فوتبال اوکراین بازی کرده‌است.